# 4 Heures de Dubaï 2021
Navigation
Édition suivante
Les 4 Heures de Dubaï 2021, disputées du 11 février 2021 au 14 février 2021 sur le Dubaï Autodrome. Lors de cette épreuve, deux courses de 4 heures ont eu lieu et ont été la première et deuxième manches de l'Asian Le Mans Series 2021.

## Course 1

### Classement de la course
Voici le classement provisoire au terme de la course.
- Les vainqueurs de chaque catégorie sont signalés par un fond jauni.

| Pos  | Classe | no | Écurie                         | Pilotes                                                           | Châssis                             | Tours | Temps               |
| Pos  | Classe | no | Écurie                         | Pilotes                                                           | Moteur                              | Tours | Temps               |
| ---- | ------ | -- | ------------------------------ | ----------------------------------------------------------------- | ----------------------------------- | ----- | ------------------- |
| 1    | LMP2   | 26 | G-Drive Racing                 | Ye Yifei Ferdinand von Habsburg René Binder                       | Aurus 01                            | 127   | 4 h 02 min 26 s 692 |
| 1    | LMP2   | 26 | G-Drive Racing                 | Ye Yifei Ferdinand von Habsburg René Binder                       | Gibson GK428 4,2 l V8 atmosphérique | 127   | 4 h 02 min 26 s 692 |
| 2    | LMP2   | 38 | JOTA                           | Sean Gelael Stoffel Vandoorne                                     | Oreca 07                            | 126   | + 1 tour            |
| 2    | LMP2   | 38 | JOTA                           | Sean Gelael Stoffel Vandoorne                                     | Gibson GK428 4,2 l V8 atmosphérique | 126   | + 1 tour            |
| 3    | LMP2   | 5  | Phoenix Racing                 | Matthias Kaiser Simon Trummer Nicki Thiim                         | Oreca 07                            | 126   | + 1 tour            |
| 3    | LMP2   | 5  | Phoenix Racing                 | Matthias Kaiser Simon Trummer Nicki Thiim                         | Gibson GK428 4,2 l V8 atmosphérique | 126   | + 1 tour            |
| 4    | LMP2   | 25 | G-Drive Racing                 | John Falb Franco Colapinto Rui Andrade                            | Aurus 01                            | 125   | + 2 tours           |
| 4    | LMP2   | 25 | G-Drive Racing                 | John Falb Franco Colapinto Rui Andrade                            | Gibson GK428 4,2 l V8 atmosphérique | 125   | + 2 tours           |
| 5    | LMP2   | 64 | Racing Team India              | Arjun Maini Narain Karthikeyan Naveen Rao                         | Oreca 07                            | 124   | + 3 tours           |
| 5    | LMP2   | 64 | Racing Team India              | Arjun Maini Narain Karthikeyan Naveen Rao                         | Gibson GK428 4,2 l V8 atmosphérique | 124   | + 3 tours           |
| 6    | LMP2   | 18 | Era Motorsport                 | Dwight Merriman Kyle Tilley Andreas Laskaratos                    | Oreca 07                            | 123   | + 4 tours           |
| 6    | LMP2   | 18 | Era Motorsport                 | Dwight Merriman Kyle Tilley Andreas Laskaratos                    | Gibson GK428 4,2 l V8 atmosphérique | 123   | + 4 tours           |
| 7    | LMP2   | 11 | EuroInternational - Ojets      | Neale Muston John Corbett                                         | Ligier JS P217                      | 120   | + 7 tours           |
| 7    | LMP2   | 11 | EuroInternational - Ojets      | Neale Muston John Corbett                                         | Gibson GK428 4,2 l V8 atmosphérique | 120   | + 7 tours           |
| 8    | LMP3   | 23 | United Autosports              | Manuel Maldonado Rory Penttinen Wayne Boyd                        | Ligier JS P320                      | 119   | + 8 tours           |
| 8    | LMP3   | 23 | United Autosports              | Manuel Maldonado Rory Penttinen Wayne Boyd                        | Nissan VK56 5,6 l V8 Atmo           | 119   | + 8 tours           |
| 9    | LMP3   | 9  | Nielsen Racing                 | Tony Wells Colin Noble                                            | Ligier JS P320                      | 118   | + 9 tours           |
| 9    | LMP3   | 9  | Nielsen Racing                 | Tony Wells Colin Noble                                            | Nissan VK56 5,6 l V8 Atmo           | 118   | + 9 tours           |
| 10   | LMP3   | 3  | United Autosports              | James McGuire Duncan Tappy Andrew Bentley                         | Ligier JS P320                      | 118   | + 9 tours           |
| 10   | LMP3   | 3  | United Autosports              | James McGuire Duncan Tappy Andrew Bentley                         | Nissan VK56 5,6 l V8 Atmo           | 118   | + 9 tours           |
| 11   | LMP3   | 2  | United Autosports              | John Loggie Robert Wheldon Andrew Meyrick                         | Ligier JS P320                      | 118   | + 9 tours           |
| 11   | LMP3   | 2  | United Autosports              | John Loggie Robert Wheldon Andrew Meyrick                         | Nissan VK56 5,6 l V8 Atmo           | 118   | + 9 tours           |
| 12   | LMP3   | 4  | Phoenix - IronForce Racing     | Jan-Erik Slooten (de) Leo Weiss                                   | Ligier JS P320                      | 117   | + 10 tours          |
| 12   | LMP3   | 4  | Phoenix - IronForce Racing     | Jan-Erik Slooten (de) Leo Weiss                                   | Nissan VK56 5,6 l V8 Atmo           | 117   | + 10 tours          |
| 13   | GT     | 99 | Precote Herberth Motorsport    | Ralf Bohn Alfred Renauer (de) Robert Renauer (de)                 | Porsche 911 GT3 R                   | 117   | + 10 tours          |
| 13   | GT     | 99 | Precote Herberth Motorsport    | Ralf Bohn Alfred Renauer (de) Robert Renauer (de)                 | Porsche 4,0 l Flat-6 Atmo           | 117   | + 10 tours          |
| 14   | LMP3   | 15 | RLR Msport                     | Maxwell Hanratty Malthe Jakobsen Bashar Mardini                   | Ligier JS P320                      | 117   | + 10 tours          |
| 14   | LMP3   | 15 | RLR Msport                     | Maxwell Hanratty Malthe Jakobsen Bashar Mardini                   | Nissan VK56 5,6 l V8 Atmo           | 117   | + 10 tours          |
| 15   | GT     | 7  | Inceptoin Racing avec Optimum  | Brendan Iribe Ollie Millroy Ben Barnicoat                         | McLaren 720S GT3                    | 116   | + 11 tours          |
| 15   | GT     | 7  | Inceptoin Racing avec Optimum  | Brendan Iribe Ollie Millroy Ben Barnicoat                         | McLaren M840T 4,0 l V8 Bi-Turbo     | 116   | + 11 tours          |
| 16   | GT     | 34 | Walkenhorst Motorsport         | Chandler Hull Jonathan Miller Nicky Catsburg                      | BMW M6 GT3                          | 116   | + 11 tours          |
| 16   | GT     | 34 | Walkenhorst Motorsport         | Chandler Hull Jonathan Miller Nicky Catsburg                      | BMW P63 4,4 l V8 Bi-Turbo           | 116   | + 11 tours          |
| 17   | GT     | 40 | GPX Racing                     | Julien Andlauer Axcil Jefferies Alain Ferté                       | Porsche 911 GT3 R                   | 116   | + 11 tours          |
| 17   | GT     | 40 | GPX Racing                     | Julien Andlauer Axcil Jefferies Alain Ferté                       | Porsche 4,0 l Flat-6 Atmo           | 116   | + 11 tours          |
| 18   | GT     | 88 | Garage 59                      | Alexander West (de) Maxime Martin Valetin Hasse-Clot              | Aston Martin Vantage AMR GT3        | 116   | + 11 tours          |
| 18   | GT     | 88 | Garage 59                      | Alexander West (de) Maxime Martin Valetin Hasse-Clot              | Aston Martin 4,0 l V8 Bi-Turbo      | 116   | + 11 tours          |
| 19   | GT     | 60 | Formula Racing                 | Johnny Laursen Alessio Rovera Nicklas Nielsen                     | Ferrari 488 GT3                     | 116   | + 11 tours          |
| 19   | GT     | 60 | Formula Racing                 | Johnny Laursen Alessio Rovera Nicklas Nielsen                     | Ferrari F154CB 3,9 l V8 Turbo       | 116   | + 11 tours          |
| 20   | GT     | 97 | Oman Racing Team avec TF Sport | Ahmad Al Harthy Thomas Canning Jonny Adam                         | Aston Martin Vantage AMR GT3        | 116   | + 11 tours          |
| 20   | GT     | 97 | Oman Racing Team avec TF Sport | Ahmad Al Harthy Thomas Canning Jonny Adam                         | Aston Martin 4,0 l V8 Bi-Turbo      | 116   | + 11 tours          |
| 21   | GT     | 55 | Rinaldi Racing                 | Rino Mastronardi David Perel Davide Rigon                         | Ferrari 488 GT3                     | 116   | + 11 tours          |
| 21   | GT     | 55 | Rinaldi Racing                 | Rino Mastronardi David Perel Davide Rigon                         | Ferrari F154CB 3,9 l V8 Turbo       | 116   | + 11 tours          |
| 22   | GT     | 57 | Car Guy Racing                 | Takeshi Kimura Côme Ledogar Mikkel Jensen                         | Ferrari 488 GT3                     | 116   | + 11 tours          |
| 22   | GT     | 57 | Car Guy Racing                 | Takeshi Kimura Côme Ledogar Mikkel Jensen                         | Ferrari F154CB 3,9 l V8 Turbo       | 116   | + 11 tours          |
| 23   | GT     | 95 | TF Sport                       | John Hartshorne Ollie Hancock Charlie Eastwood                    | Aston Martin Vantage AMR GT3        | 115   | + 12 tours          |
| 23   | GT     | 95 | TF Sport                       | John Hartshorne Ollie Hancock Charlie Eastwood                    | Aston Martin 4,0 l V8 Bi-Turbo      | 115   | + 12 tours          |
| 24   | GT     | 54 | AF Corse                       | Thomas Flohr Francesco Castellacci Giancarlo Fisichella           | Ferrari 488 GT3                     | 115   | + 12 tours          |
| 24   | GT     | 54 | AF Corse                       | Thomas Flohr Francesco Castellacci Giancarlo Fisichella           | Ferrari F154CB 3,9 l V8 Turbo       | 115   | + 12 tours          |
| 25   | GT     | 66 | Rinaldi Racing                 | Christian Hook Manuel Lauck Patrick Kujala (en)                   | Ferrari 488 GT3                     | 115   | + 12 tours          |
| 25   | GT     | 66 | Rinaldi Racing                 | Christian Hook Manuel Lauck Patrick Kujala (en)                   | Ferrari F154CB 3,9 l V8 Turbo       | 115   | + 12 tours          |
| 26   | GT     | 77 | D'Station Racing               | Satoshi Hoshino Tomonobu Fujii Tom Gamble                         | Aston Martin Vantage AMR GT3        | 115   | + 12 tours          |
| 26   | GT     | 77 | D'Station Racing               | Satoshi Hoshino Tomonobu Fujii Tom Gamble                         | Aston Martin 4,0 l V8 Bi-Turbo      | 115   | + 12 tours          |
| 27   | GT     | 51 | AF Corse                       | Francesco Piovanetti (de) Oswaldo Negri Jr. Alessandro Pier Guidi | Ferrari 488 GT3                     | 115   | + 12 tours          |
| 27   | GT     | 51 | AF Corse                       | Francesco Piovanetti (de) Oswaldo Negri Jr. Alessandro Pier Guidi | Ferrari F154CB 3,9 l V8 Turbo       | 115   | + 12 tours          |
| 28   | GT     | 93 | Precote Herberth Motorsport    | Steffen Görig (de) Antares Au Klaus Bachler                       | Porsche 911 GT3 R                   | 115   | + 12 tours          |
| 28   | GT     | 93 | Precote Herberth Motorsport    | Steffen Görig (de) Antares Au Klaus Bachler                       | Porsche 4,0 l Flat-6 Atmo           | 115   | + 12 tours          |
| 29   | GT     | 35 | Walkenhorst Motorsport         | Henry Walkenhorst Jörg Breuer Sami-Matti Trogen (fi)              | BMW M6 GT3                          | 114   | + 13 tours          |
| 29   | GT     | 35 | Walkenhorst Motorsport         | Henry Walkenhorst Jörg Breuer Sami-Matti Trogen (fi)              | BMW P63 4,4 l V8 Bi-Turbo           | 114   | + 13 tours          |
| 30   | GT     | 89 | Garage 59                      | Michael Benham Marvin Kirchhöfer Yuki Nemoto                      | Aston Martin Vantage AMR GT3        | 114   | + 13 tours          |
| 30   | GT     | 89 | Garage 59                      | Michael Benham Marvin Kirchhöfer Yuki Nemoto                      | Aston Martin 4,0 l V8 Bi-Turbo      | 114   | + 13 tours          |
| 31   | GT     | 27 | Kessel Racing                  | Giorgio Roda Francesco Zollo Tim Kohmann                          | Ferrari 488 GT3                     | 114   | + 13 tours          |
| 31   | GT     | 27 | Kessel Racing                  | Giorgio Roda Francesco Zollo Tim Kohmann                          | Ferrari F154CB 3,9 l V8 Turbo       | 114   | + 13 tours          |
| 32   | LMP3   | 33 | CD Sport                       | Nick Adcock Michael Jensen Adam Eteki                             | Ligier JS P320                      | 109   | + 18 tours          |
| 32   | LMP3   | 33 | CD Sport                       | Nick Adcock Michael Jensen Adam Eteki                             | Nissan VK56 5,6 l V8 Atmo           | 109   | + 18 tours          |
| Abd. | GT     | 1  | HubAuto Racing                 | Raffaele Marciello Marcos Gomes Liam Talbot                       | Mercedes-AMG GT3                    | 102   |                     |
| Abd. | GT     | 1  | HubAuto Racing                 | Raffaele Marciello Marcos Gomes Liam Talbot                       | Mercedes-AMG M159 6,2 l V8 Atmo     | 102   |                     |
| Abd. | LMP3   | 44 | ARC Bratislava                 | Miroslav Konôpka Tom Cloet Charlie Robertson                      | Ginetta G61-LT-P3                   | 95    |                     |
| Abd. | LMP3   | 44 | ARC Bratislava                 | Miroslav Konôpka Tom Cloet Charlie Robertson                      | Nissan VK56 5,6 l V8 Atmo           | 95    |                     |
| Abd. | LMP3   | 8  | Nielsen Racing                 | Rodrigo Sales Matthew Bell                                        | Ligier JS P320                      | 43    | Contact             |
| Abd. | LMP3   | 8  | Nielsen Racing                 | Rodrigo Sales Matthew Bell                                        | Nissan VK56 5,6 l V8 Atmo           | 43    | Contact             |
| Abd. | LMP3   | 63 | DKR Engineering                | Jean Glorieux Laurents Hörr                                       | Duqueine M30 - D08                  | 39    | Arrêt sur la piste  |
| Abd. | LMP3   | 63 | DKR Engineering                | Jean Glorieux Laurents Hörr                                       | Nissan VK56 5,6 l V8 Atmo           | 39    | Arrêt sur la piste  |

### Pole position et record du tour
- Pole position :  Franco Colapinto (#25 G-Drive Racing) en 1 min 43 s 616
- Meilleur tour en course :  Franco Colapinto (#25 G-Drive Racing) (#25 G-Drive Racing) en 1 min 46 s 723

### Tours en tête
- no 5 Oreca 07 - Phoenix Racing : 12 tours (1 - 12)[2]
- no 26 Aurus 01 - G-Drive Racing : 115 tours (13 - 127)

## Course 2

### Classement de la course
Voici le classement provisoire au terme de la course.
- Les vainqueurs de chaque catégorie sont signalés par un fond jauni.

| Pos  | Classe | no | Écurie                         | Pilotes                                                           | Châssis                             | Tours | Temps               |
| Pos  | Classe | no | Écurie                         | Pilotes                                                           | Moteur                              | Tours | Temps               |
| ---- | ------ | -- | ------------------------------ | ----------------------------------------------------------------- | ----------------------------------- | ----- | ------------------- |
| 1    | LMP2   | 26 | G-Drive Racing                 | Ye Yifei Ferdinand von Habsburg René Binder                       | Aurus 01                            | 125   | 4 h 03 min 13 s 632 |
| 1    | LMP2   | 26 | G-Drive Racing                 | Ye Yifei Ferdinand von Habsburg René Binder                       | Gibson GK428 4,2 l V8 atmosphérique | 125   | 4 h 03 min 13 s 632 |
| 2    | LMP2   | 25 | G-Drive Racing                 | John Falb Franco Colapinto Rui Andrade                            | Aurus 01                            | 125   | + 45 s 459          |
| 2    | LMP2   | 25 | G-Drive Racing                 | John Falb Franco Colapinto Rui Andrade                            | Gibson GK428 4,2 l V8 atmosphérique | 125   | + 45 s 459          |
| 3    | LMP2   | 5  | Phoenix Racing                 | Matthias Kaiser Simon Trummer Nicki Thiim                         | Oreca 07                            | 125   | + 59 s 745          |
| 3    | LMP2   | 5  | Phoenix Racing                 | Matthias Kaiser Simon Trummer Nicki Thiim                         | Gibson GK428 4,2 l V8 atmosphérique | 125   | + 59 s 745          |
| 4    | LMP2   | 64 | Racing Team India              | Arjun Maini Narain Karthikeyan Naveen Rao                         | Oreca 07                            | 124   | + 1 tour            |
| 4    | LMP2   | 64 | Racing Team India              | Arjun Maini Narain Karthikeyan Naveen Rao                         | Gibson GK428 4,2 l V8 atmosphérique | 124   | + 1 tour            |
| 5    | LMP2   | 18 | Era Motorsport                 | Dwight Merriman Kyle Tilley Andreas Laskaratos                    | Oreca 07                            | 120   | + 5 tours           |
| 5    | LMP2   | 18 | Era Motorsport                 | Dwight Merriman Kyle Tilley Andreas Laskaratos                    | Gibson GK428 4,2 l V8 atmosphérique | 120   | + 5 tours           |
| 6    | LMP2   | 38 | JOTA                           | Sean Gelael Stoffel Vandoorne                                     | Oreca 07                            | 118   | + 7 tours           |
| 6    | LMP2   | 38 | JOTA                           | Sean Gelael Stoffel Vandoorne                                     | Gibson GK428 4,2 l V8 atmosphérique | 118   | + 7 tours           |
| 7    | LMP3   | 23 | United Autosports              | Manuel Maldonado Rory Penttinen Wayne Boyd                        | Ligier JS P320                      | 117   | + 8 tours           |
| 7    | LMP3   | 23 | United Autosports              | Manuel Maldonado Rory Penttinen Wayne Boyd                        | Nissan VK56 5,6 l V8 Atmo           | 117   | + 8 tours           |
| 8    | LMP3   | 2  | United Autosports              | John Loggie Robert Wheldon Andrew Meyrick                         | Ligier JS P320                      | 117   | + 8 tours           |
| 8    | LMP3   | 2  | United Autosports              | John Loggie Robert Wheldon Andrew Meyrick                         | Nissan VK56 5,6 l V8 Atmo           | 117   | + 8 tours           |
| 9    | LMP3   | 8  | Nielsen Racing                 | Rodrigo Sales Matthew Bell                                        | Ligier JS P320                      | 117   | + 8 tours           |
| 9    | LMP3   | 8  | Nielsen Racing                 | Rodrigo Sales Matthew Bell                                        | Nissan VK56 5,6 l V8 Atmo           | 117   | + 8 tours           |
| 10   | LMP3   | 63 | DKR Engineering                | Jean Glorieux Laurents Hörr                                       | Duqueine M30 - D08                  | 117   | + 8 tours           |
| 10   | LMP3   | 63 | DKR Engineering                | Jean Glorieux Laurents Hörr                                       | Nissan VK56 5,6 l V8 Atmo           | 117   | + 8 tours           |
| 11   | LMP3   | 3  | United Autosports              | James McGuire Duncan Tappy Andrew Bentley                         | Ligier JS P320                      | 116   | + 9 tours           |
| 11   | LMP3   | 3  | United Autosports              | James McGuire Duncan Tappy Andrew Bentley                         | Nissan VK56 5,6 l V8 Atmo           | 116   | + 9 tours           |
| 12   | LMP3   | 33 | CD Sport                       | Nick Adcock Michael Jensen Adam Eteki                             | Ligier JS P320                      | 116   | + 9 tours           |
| 12   | LMP3   | 33 | CD Sport                       | Nick Adcock Michael Jensen Adam Eteki                             | Nissan VK56 5,6 l V8 Atmo           | 116   | + 9 tours           |
| 13   | LMP3   | 15 | RLR Msport                     | Maxwell Hanratty Malthe Jakobsen Bashar Mardini                   | Ligier JS P320                      | 115   | + 10 tours          |
| 13   | LMP3   | 15 | RLR Msport                     | Maxwell Hanratty Malthe Jakobsen Bashar Mardini                   | Nissan VK56 5,6 l V8 Atmo           | 115   | + 10 tours          |
| 14   | GT     | 40 | GPX Racing                     | Julien Andlauer Axcil Jefferies Alain Ferté                       | Porsche 911 GT3 R                   | 115   | + 10 tours          |
| 14   | GT     | 40 | GPX Racing                     | Julien Andlauer Axcil Jefferies Alain Ferté                       | Porsche 4,0 l Flat-6 Atmo           | 115   | + 10 tours          |
| 15   | GT     | 55 | Rinaldi Racing                 | Rino Mastronardi David Perel Davide Rigon                         | Ferrari 488 GT3                     | 114   | + 11 tours          |
| 15   | GT     | 55 | Rinaldi Racing                 | Rino Mastronardi David Perel Davide Rigon                         | Ferrari F154CB 3,9 l V8 Turbo       | 114   | + 11 tours          |
| 16   | GT     | 88 | Garage 59                      | Alexander West (de) Maxime Martin Valetin Hasse-Clot              | Aston Martin Vantage AMR GT3        | 114   | + 11 tours          |
| 16   | GT     | 88 | Garage 59                      | Alexander West (de) Maxime Martin Valetin Hasse-Clot              | Aston Martin 4,0 l V8 Bi-Turbo      | 114   | + 11 tours          |
| 17   | GT     | 1  | HubAuto Racing                 | Raffaele Marciello Marcos Gomes Liam Talbot                       | Mercedes-AMG GT3                    | 114   | + 11 tours          |
| 17   | GT     | 1  | HubAuto Racing                 | Raffaele Marciello Marcos Gomes Liam Talbot                       | Mercedes-AMG M159 6,2 l V8 Atmo     | 114   | + 11 tours          |
| 18   | GT     | 99 | Precote Herberth Motorsport    | Ralf Bohn Alfred Renauer (de) Robert Renauer (de)                 | Porsche 911 GT3 R                   | 114   | + 11 tours          |
| 18   | GT     | 99 | Precote Herberth Motorsport    | Ralf Bohn Alfred Renauer (de) Robert Renauer (de)                 | Porsche 4,0 l Flat-6 Atmo           | 114   | + 11 tours          |
| 19   | GT     | 7  | Inceptoin Racing avec Optimum  | Brendan Iribe Ollie Millroy Ben Barnicoat                         | McLaren 720S GT3                    | 114   | + 11 tours          |
| 19   | GT     | 7  | Inceptoin Racing avec Optimum  | Brendan Iribe Ollie Millroy Ben Barnicoat                         | McLaren M840T 4,0 l V8 Bi-Turbo     | 114   | + 11 tours          |
| 20   | GT     | 97 | Oman Racing Team avec TF Sport | Ahmad Al Harthy Thomas Canning Jonny Adam                         | Aston Martin Vantage AMR GT3        | 114   | + 11 tours          |
| 20   | GT     | 97 | Oman Racing Team avec TF Sport | Ahmad Al Harthy Thomas Canning Jonny Adam                         | Aston Martin 4,0 l V8 Bi-Turbo      | 114   | + 11 tours          |
| 21   | GT     | 57 | Kessel Racing par Car Guy      | Takeshi Kimura Côme Ledogar Mikkel Jensen                         | Ferrari 488 GT3                     | 114   | + 11 tours          |
| 21   | GT     | 57 | Kessel Racing par Car Guy      | Takeshi Kimura Côme Ledogar Mikkel Jensen                         | Ferrari F154CB 3,9 l V8 Turbo       | 114   | + 11 tours          |
| 22   | GT     | 93 | Precote Herberth Motorsport    | Steffen Görig (de) Antares Au Klaus Bachler                       | Porsche 911 GT3 R                   | 114   | + 11 tours          |
| 22   | GT     | 93 | Precote Herberth Motorsport    | Steffen Görig (de) Antares Au Klaus Bachler                       | Porsche 4,0 l Flat-6 Atmo           | 114   | + 11 tours          |
| 23   | GT     | 89 | Garage 59                      | Michael Benham Marvin Kirchhöfer Yuki Nemoto                      | Aston Martin Vantage AMR GT3        | 114   | + 11 tours          |
| 23   | GT     | 89 | Garage 59                      | Michael Benham Marvin Kirchhöfer Yuki Nemoto                      | Aston Martin 4,0 l V8 Bi-Turbo      | 114   | + 11 tours          |
| 24   | GT     | 95 | TF Sport                       | John Hartshorne Ollie Hancock Charlie Eastwood                    | Aston Martin Vantage AMR GT3        | 113   | + 12 tours          |
| 24   | GT     | 95 | TF Sport                       | John Hartshorne Ollie Hancock Charlie Eastwood                    | Aston Martin 4,0 l V8 Bi-Turbo      | 113   | + 12 tours          |
| 25   | GT     | 54 | AF Corse                       | Thomas Flohr Francesco Castellacci Giancarlo Fisichella           | Ferrari 488 GT3                     | 113   | + 12 tours          |
| 25   | GT     | 54 | AF Corse                       | Thomas Flohr Francesco Castellacci Giancarlo Fisichella           | Ferrari F154CB 3,9 l V8 Turbo       | 113   | + 12 tours          |
| 26   | GT     | 77 | D'Station Racing               | Satoshi Hoshino Tomonobu Fujii Tom Gamble                         | Aston Martin Vantage AMR GT3        | 113   | + 12 tours          |
| 26   | GT     | 77 | D'Station Racing               | Satoshi Hoshino Tomonobu Fujii Tom Gamble                         | Aston Martin 4,0 l V8 Bi-Turbo      | 113   | + 12 tours          |
| 27   | GT     | 51 | AF Corse                       | Francesco Piovanetti (de) Oswaldo Negri Jr. Alessandro Pier Guidi | Ferrari 488 GT3                     | 112   | + 13 tours          |
| 27   | GT     | 51 | AF Corse                       | Francesco Piovanetti (de) Oswaldo Negri Jr. Alessandro Pier Guidi | Ferrari F154CB 3,9 l V8 Turbo       | 112   | + 13 tours          |
| 28   | GT     | 66 | Rinaldi Racing                 | Christian Hook Manuel Lauck Patrick Kujalar                       | Ferrari 488 GT3                     | 112   | + 13 tours          |
| 28   | GT     | 66 | Rinaldi Racing                 | Christian Hook Manuel Lauck Patrick Kujalar                       | Ferrari F154CB 3,9 l V8 Turbo       | 112   | + 13 tours          |
| 29   | GT     | 60 | Formula Racing                 | Johnny Laursen Alessio Rovera Nicklas Nielsen                     | Ferrari 488 GT3                     | 112   | + 13 tours          |
| 29   | GT     | 60 | Formula Racing                 | Johnny Laursen Alessio Rovera Nicklas Nielsen                     | Ferrari F154CB 3,9 l V8 Turbo       | 112   | + 13 tours          |
| 30   | GT     | 27 | Kessel Racing                  | Giorgio Roda Francesco Zollo Tim Kohmann                          | Ferrari 488 GT3                     | 112   | + 13 tours          |
| 30   | GT     | 27 | Kessel Racing                  | Giorgio Roda Francesco Zollo Tim Kohmann                          | Ferrari F154CB 3,9 l V8 Turbo       | 112   | + 13 tours          |
| 31   | GT     | 35 | Walkenhorst Motorsport         | Henry Walkenhorst Jörg Breuer Sami-Matti Trogen (fi)              | BMW M6 GT3                          | 112   | + 13 tours          |
| 31   | GT     | 35 | Walkenhorst Motorsport         | Henry Walkenhorst Jörg Breuer Sami-Matti Trogen (fi)              | BMW P63 4,4 l V8 Bi-Turbo           | 112   | + 13 tours          |
| 32   | LMP3   | 44 | ARC Bratislava                 | Miroslav Konôpka Tom Cloet Charlie Robertson                      | Ginetta G61-LT-P3                   | 111   | + 14 tours          |
| 32   | LMP3   | 44 | ARC Bratislava                 | Miroslav Konôpka Tom Cloet Charlie Robertson                      | Nissan VK56 5,6 l V8 Atmo           | 111   | + 14 tours          |
| Abd. | LMP3   | 9  | Nielsen Racing                 | Tony Wells Colin Noble                                            | Ligier JS P320                      | 93    |                     |
| Abd. | LMP3   | 9  | Nielsen Racing                 | Tony Wells Colin Noble                                            | Nissan VK56 5,6 l V8 Atmo           | 93    |                     |
| Abd. | LMP2   | 11 | EuroInternational - Ojets      | Neale Muston John Corbett                                         | Ligier JS P217                      | 19    |                     |
| Abd. | LMP2   | 11 | EuroInternational - Ojets      | Neale Muston John Corbett                                         | Gibson GK428 4,2 l V8 atmosphérique | 19    |                     |
| Abd. | LMP3   | 4  | Phoenix - IronForce Racing     | Jan-Erik Slooten (de) Leo Weiss                                   | Ligier JS P320                      | 13    |                     |
| Abd. | LMP3   | 4  | Phoenix - IronForce Racing     | Jan-Erik Slooten (de) Leo Weiss                                   | Nissan VK56 5,6 l V8 Atmo           | 13    |                     |
| Abd. | GT     | 34 | Walkenhorst Motorsport         | Chandler Hull Jonathan Miller Nicky Catsburg                      | BMW M6 GT3                          | 5     |                     |
| Abd. | GT     | 34 | Walkenhorst Motorsport         | Chandler Hull Jonathan Miller Nicky Catsburg                      | BMW P63 4,4 l V8 Bi-Turbo           | 5     |                     |

### Pole position et record du tour
- Meilleur tour en course :  Franco Colapinto (#25 G-Drive Racing) (#25 G-Drive Racing) en 1 min 46 s 306

### Tours en tête
- no 25 Aurus 01 - G-Drive Racing :  5 tours (1 - 5)[4]
- no 26 Aurus 01 - G-Drive Racing :  117 tours (6 - 13 / 15 - 37 / 40 - 125)
- no 3 Oreca 07 - JOTA :  1 tour (14)
- no 64 Oreca 07 - Racing Team India :  2 tours (38 - 39)

## À noter
- Longueur du circuit : 5,390 km
- Distance parcourue par les vainqueurs :